# Mark V
Il Mark V è un carro armato britannico sviluppato e utilizzato durante la prima guerra mondiale.

## Impiego in battaglia
Il Mark V debuttò in combattimento nella battaglia di Hamel il 4 luglio 1918, in circa 60 esemplari. Da allora i Mk V furono utilizzati dai britannici in altre otto importanti battaglie prima della fine della guerra. Durante la battaglia di Amiens nell'agosto 1918, 288 carri armati Mark V, insieme ai nuovi Medium Mark A Whippet e Mk V*, penetrarono le linee tedesche segnando l'inizio della moderna guerra corazzata e la fine della guerra di trincea.
Circa 70 carri Mark V vennero forniti all'Armata Bianca come sostegno ai controrivoluzionari bianchi e in seguito catturati dall'Armata Rossa durante la guerra civile russa; furono così impiegati dai sovietici nel 1921 durante l'invasione della Georgia, contribuendo alla vittoria nella battaglia di Tbilisi. L'ultimo uso confermato dei carri Mk V in battaglia da parte dell'Armata Rossa fu durante la difesa di Tallinn dell'agosto 1941 nel contesto dell'operazione Barbarossa: quattro Mark V furono usati in Estonia come fortini, dopo essere stati parzialmente sotterrati.
Nel 1945 le truppe alleate si imbatterono in due carri armati Mk V pesantemente danneggiati a Berlino. Prove fotografiche indicarono successivamente che questi carri erano sopravvissuti alla guerra civile russa ed erano stati disposti come monumento a Smolensk, in Russia, prima di essere stati portati a Berlino dopo l'invasione tedesca dell'Unione Sovietica nel 1941. Non è stato segnalato un loro utilizzo nella battaglia di Berlino.